# Diána Ürge-Vorsatz
Diána Ürge-Vorsatz   (Berlín, 1968) és una científica hongaresa. És vicepresidenta del Grup Intergovernamental sobre el Canvi Climàtic (IPCC) i professora de Ciències Ambientals a la Universitat Centreeuropea. Va ser directora del Centre per al Canvi Climàtic i la Política d'Energia Sostenible. Ha publicat àmpliament sobre estudis ambientals i energètics, principalment sobre mitigació del canvi climàtic.
Ürge-Vorsatz va ser coordinadora principal del Quart i del Cinquè Informes d'Avaluació de l'IPCC, guanyador del Premi Nobel de la Pau.